# Éourres
Éourres – miejscowość i gmina we Francji, w regionie Prowansja-Alpy-Lazurowe Wybrzeże, w departamencie Alpy Wysokie.

## Demografia
Według danych na rok 1990 gminę zamieszkiwały 73 osoby, a gęstość zaludnienia wynosiła 3 osoby/km². W styczniu 2015 r. Éourres zamieszkiwało 136 osób, przy gęstości zaludnienia wynoszącej 5,1 osób/km².